# Riedelshof
Das Gut Riedelshof ist ein Gemeindeteil der Gemeinde Denkendorf im oberbayerischen Landkreis Eichstätt.

## Geographie
Die Einöde liegt auf der Hochfläche der südlichen Frankenalb westlich des Gemeindesitzes Denkendorf und westlich der Bundesautobahn 9 sowie der Staatsstraße 2229. Es besteht eine Straßenverbindung nach Altenberg.

## Geschichte
Dass der 1291 in Urkunden bezeugte Hermann von „Ruetelshouen“ vom heutigen Riedelshof stammt, hat der Burgenforscher Helmut Rischert widerlegt (Sammelbl. HV Eichstätt 1999, S. 281). 1462 erwarb der Eichstätter Bischof Johann III. von Eych den „Rüdelshof“ von Lorenz von Schaumberg († 1496), bischöflicher Pfleger auf Burg Nassenfels und ab 1464 bischöflicher Hofmeister. Die Einöde unterstand in der Folgezeit dem Pfleg- und Kastenamt Kipfenberg des unteren Hochstifts. Ebenfalls 1462 wurde Altenberg und damit auch der Riedelshof von der Pfarrei Gelbelsee ausgepfarrt und bildet seitdem eine Filiale der katholischen Pfarrei Kipfenberg. Der Hof wurde wegen der Wasserarmut der Jurahochfläche in fürstbischöflicher Zeit nur zur Schafhaltung genutzt; er hatte Weiderecht in den umliegenden Gemeinden.
Nach der Säkularisation (1803) kam das Kastenamt Kipfenberg und mit ihm das Gut Riedelshof an den Großherzog Erzherzog Ferdinand III. von Salzburg-Toskana und 1806 an das Königreich Bayern. Hier gehörte Riedelshof, dessen Besitzer in der Folge häufig wechselten, mit Altenberg und Dunsdorf zunächst dem Steuerdistrikt Denkendorf an, ab 1817/18 in der Leuchtenberger Zeit dem Steuerdistrikt Kipfenberg und ab 16. Juli 1830 wieder der Gemeinde Denkendorf.
Bis 1886 besaßen die Mennoniten den Hof. Am 3. Juli 1960 brannten Stall und Scheune bis auf die Grundmauern ab. Seit der bayerischen Gebietsreform, die am 1. Juli 1972 in Kraft trat, kam Denkendorf mit Riedelsdorf vom Regierungsbezirk Mittelfranken zum Regierungsbezirk Oberbayern. 1983 wurde das Anwesen als landwirtschaftlicher Vollerwerbsbetrieb bewirtschaftet. Heute ist der Hauptschwerpunkt des familiär geführten Riedelshofes die Saatgutvermehrung; außerdem werden Scheine in einem sogenannten Tieflaufstall gemästet. Das 1999 hier errichtete Windrad war das erste dieser Größe in Bayern (Jahresleistung circa 1,8 Millionen Kilowattstunden Strom).
Die Kapelle des Hofes wurde in der Barockzeit um 1720 erbaut und ist dem hl. Wendelin gewidmet. Sie wurde 2005 restauriert. Das Altarbild zeigt die drei Heiligen Wendelin, Leonhard und Sebastian.